# Кашаго
Каша̀го (на италиански: Casciago; на ломбардски: Cas'ciagh, Касчаг) е малко градче и община в Северна Италия, провинция Варезе, регион Ломбардия. Разположено е на 400 m надморска височина. Населението на общината е 3797 души (към 2017 г.).